# Nordeuropa

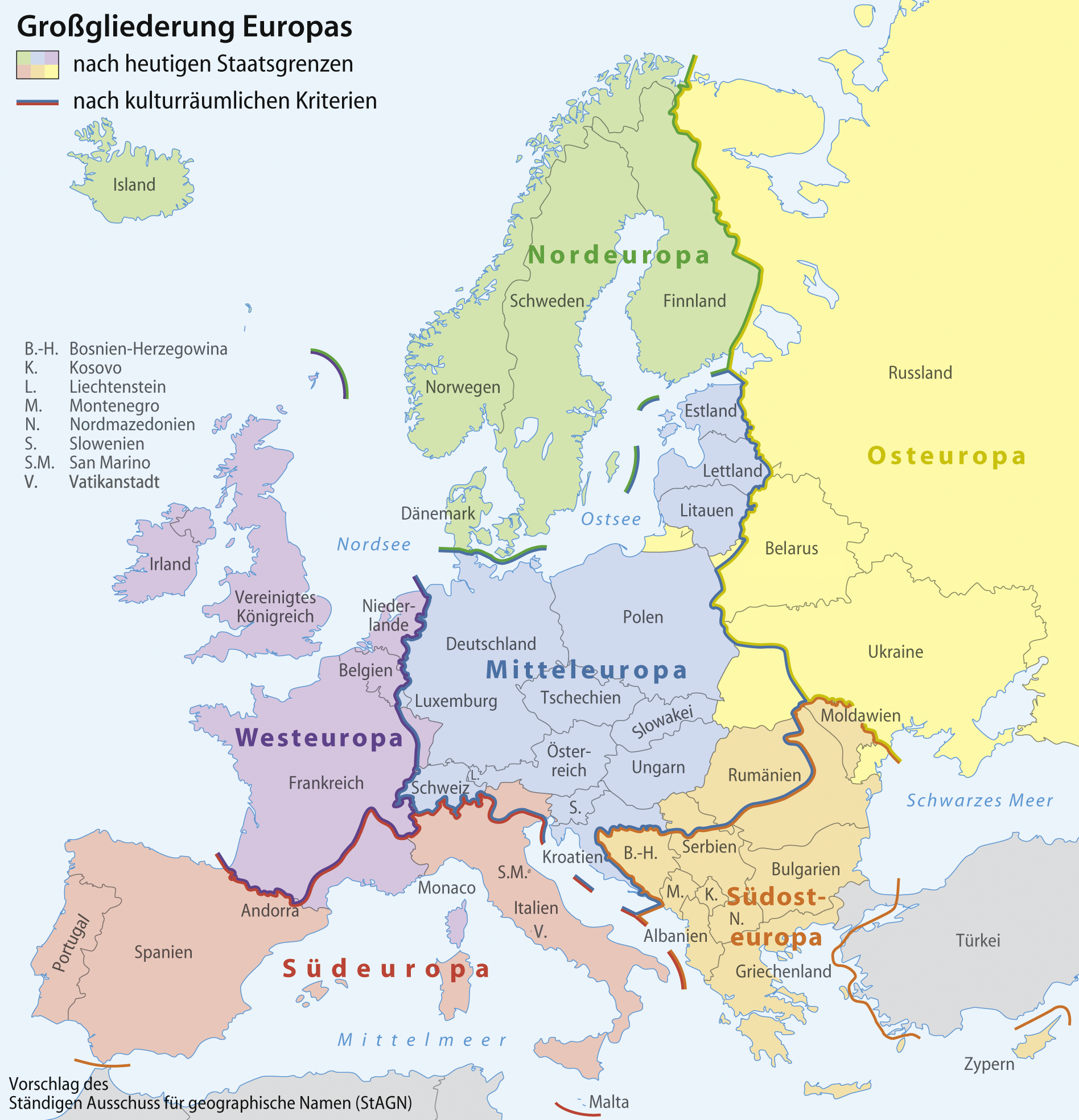
Vorschlag des Ständigen Ausschusses für geografische Namen zur Abgrenzung Nordeuropas (grün)

UN-Einteilung Europas (Nordeuropa blau)

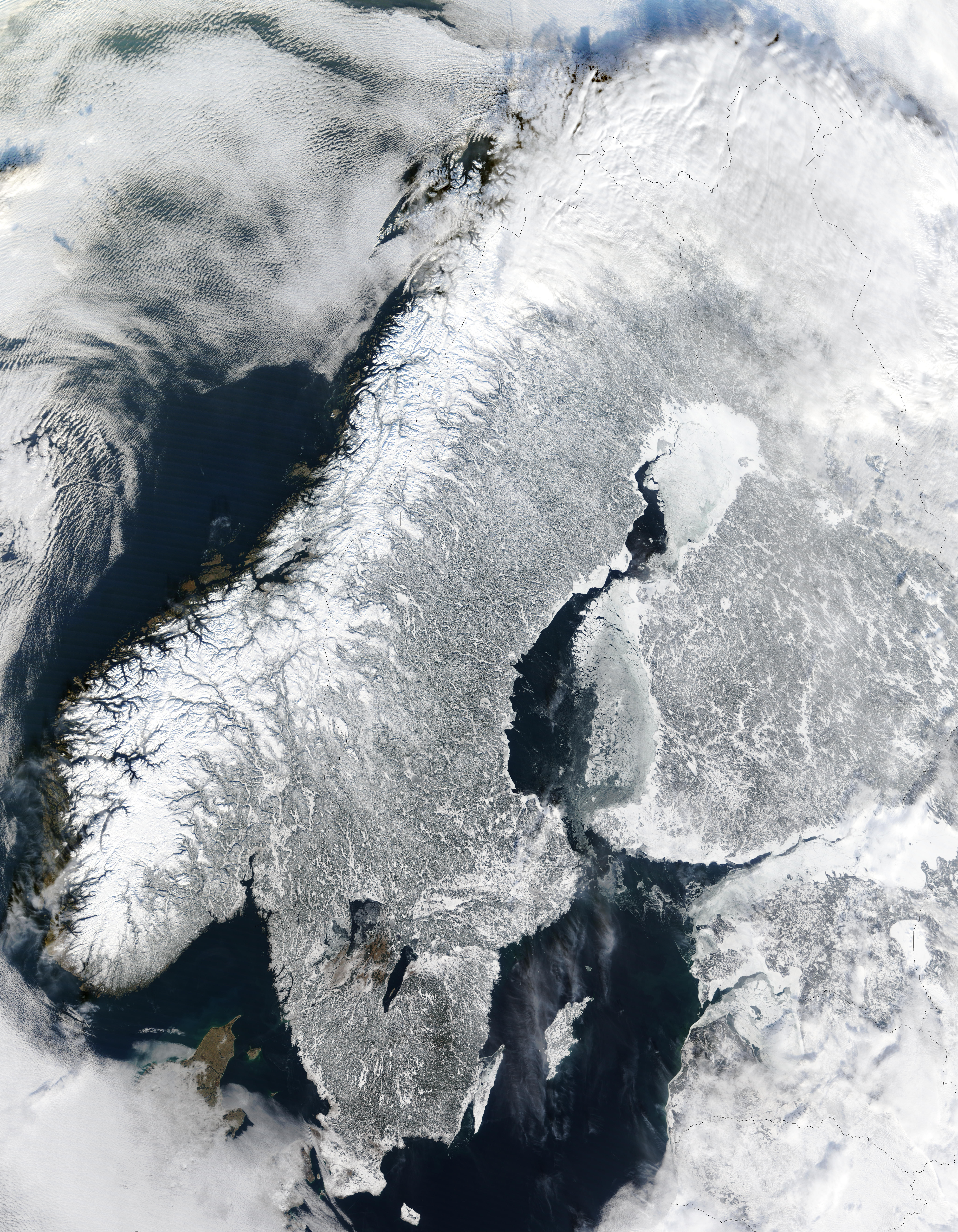
Norwegen, Schweden, Finnland, Estland und Lettland im Winter

Nordeuropa ist ein zusammenfassender Begriff für alle nördlich gelegenen Länder Europas.

## Zugehörige Staaten
Umgangssprachlich sind in Deutschland mit dem Begriff „Nordeuropa“ meistens die Nordischen Länder gemeint. Unstrittig ist die Zugehörigkeit von Staaten wie Island, Norwegen, Schweden, Dänemark und Finnland.

## Weitere Begriffsdefinition
Oft werden auch die baltischen Staaten Estland, Lettland und Litauen, der Norden des europäischen Russlands und der nördliche Teil des Vereinigten Königreichs (Schottland) hinzugerechnet. Zieht man die Grenzen noch weiter, könnten auch Irland, Flandern, die Niederlande und die Tiefebenen Norddeutschlands und Polens als Teil Nordeuropas gesehen werden.

## Zugehörigkeit Norddeutschlands
Im naturräumlichen (Prägung durch die letzte Kaltzeit), historischen und architektonischen Kontext wird Norddeutschland teilweise auch als Teil Nordeuropas betrachtet, etwa in verschiedenen Beiträgen des Norddeutschen Rundfunks.

## Ländergruppen
Politisch kann Nordeuropa folgendermaßen unterteilt werden:
- Skandinavien mit Norwegen, Schweden und Dänemark (ohne Färöer und Grönland).
- Die zu Europa gehörigen Nordischen Länder, womit die skandinavischen Länder sowie Färöer, Finnland und Island gemeint sind. Grönland zählt zwar zu den Nordischen Ländern, aber nicht zu Europa.
- Innerhalb der EU werden Dänemark, Finnland, Belgien, die Niederlande und Schweden zur sogenannten Nordgruppe gezählt.
- Baltikum mit Estland, Lettland und Litauen.
- Nordosteuropa mit Nordwestrussland.
- Der in der deutschen Sprache selten gebrauchte Begriff Nordwesteuropa umfasst das Vereinigte Königreich und Irland, manchmal zusätzlich noch die Bretagne, die Normandie, Flandern und die Niederlande. All diese Länder werden in Deutschland aber in der Regel als Teil Westeuropas gesehen.

## Sprachfamilien
Sprachlich gehören diese Gebiete entweder zur germanischen, zur finno-ugrischen, zur baltischen oder keltischen Familie.

## Definition der UN
Nach Einteilung der UN umfasst die Region Nordeuropa in alphabetischer Reihenfolge Åland, Dänemark, Estland, die Färöer, Finnland, Island, Irland und Man, die Kanalinseln mit Guernsey, Jersey und Sark, Lettland, Litauen, Norwegen, Schweden,  Spitzbergen mit Jan Mayen sowie das Vereinigte Königreich.